# Liwcze
Liwcze is een plaats in het Poolse district  Hrubieszowski, woiwodschap Lublin. De plaats maakt deel uit van de gemeente Dołhobyczów en telt 40 inwoners.